# Kościół św. Michała Archanioła w Zarzeczu
Kościół świętego Michała Archanioła – rzymskokatolicki kościół parafialny należący do parafii pod tym samym wezwaniem (dekanat Przeworsk II archidiecezji przemyskiej.
Budowa świątyni została rozpoczęta dzięki usilnym staraniom proboszcza księdza Marcelego Markiewicza i dzięki finansowemu wsparciu Dzieduszyckich oraz Drohojowskich. Nowy murowany kościół, w stylu neoromańskim został zaprojektowany przez wybitnego architekta ze Lwowa, Juliana Zachariewicza, konsekrowamy został w 1880 roku przez biskupa krakowskiego Albina Dunajewskiego.
Po zakończeniu II wojny światowej został przeprowadzony remont świątyni, polegający na obniżeniu dachu, założeniu okien na ścianie po obu stronach prezbiterium. Dzięki temu zostało rozjaśnione wnętrze kościoła. Z powodu zniszczenia w czasie wojny dzwonów, w 1951 roku zostały kupione dwa nowe, a jeden z nich został nazwany „Stanisław” od imienia ofiarodawcy, ówczesnego wikarego księdza Stanisława Przybyło.